# Ernest Beckett (2e baron Grimthorpe)
Ernest William Beckett, 2e baron Grimthorpe (né Ernest William Beckett-Denison ; 25 novembre 1856-9 mai 1917) est un banquier britannique et homme politique conservateur qui siège à la Chambre des communes de 1885 à 1905, date à laquelle il hérite de la Pairie de Grimthorpe.

## Jeunesse
Beckett est le fils aîné de William Beckett-Denison, le plus jeune fils d'Edmund Beckett (4e baronnet) et l'hon. Helen Duncombe, fille de William Duncombe (2e baron Feversham). Il est le neveu d'Edmund Beckett (1er baron Grimthorpe) et petit-neveu de John Beckett (2e baronnet).
Il fait ses études au Collège d'Eton et Trinity College, Cambridge, bien qu'il n'ait pas réussi à terminer sa première année à l'université et abandonne ses études pour voyager à l'étranger. Il est ensuite associé de la société bancaire Beckett & Co, de Leeds, propriété de son père.

## Carrière
Il est major dans la cavalerie de Yeomanry de Yorkshire Hussars et adjudant général adjoint dans la Yeomanry impériale le 28 février 1900, pendant la seconde guerre des Boers et retourne aux hussards du Yorkshire quand il démissionne du service actif en juillet 1902.
En 1885, Beckett est élu député de Whitby, siège qu'il occupe jusqu'en 1905, bien qu'il soit rarement mentionné dans le hansard. En 1886, il reprend le nom de Beckett à la place de Denison. En 1905, il succède à son oncle Lord Grimthorpe comme 2e baron selon un reste spécial dans les lettres patentes. Cependant, il gaspille une grande partie de sa richesse familiale héritée et, en 1905, il est également limogé comme associé principal de la banque familiale par ses deux frères en raison de ses goûts coûteux et de ses dettes personnelles. Il a une fois commandé un buste en bronze de sa fiancée d'alors Eve Fairfax au célèbre sculpteur Auguste Rodin.
Dans une étude biographique récente, Michael Holroyd décrit Beckett comme «un homme aux enthousiasmes qui changent rapidement ... un dilettante, un joueur et un opportuniste. Il a changé sa carrière, ses intérêts et ses maîtresses assez régulièrement".
En 1904, Beckett achète une ferme en ruine à l'extérieur de Ravello, sur la côte amalfitaine dans le sud de l' Italie. Il la transforme en un palais fortifié avec des tours, des créneaux et un mélange de détails arabes, vénitiens et gothiques, et l'appelle Villa Cimbrone. Entre la maison et le bord de la falaise, il construit un jardin, au-dessus du golfe de Salerne[réf. nécessaire]. Le jardin est un mélange excentrique de parterres de roses anglaises formelles, de maisons de thé mauresques, de grottes pittoresques et de temples classiques. Aujourd'hui, la maison est un hôtel luxueux et le jardin est ouvert au public.

## Vie privée
Le 4 octobre 1883, Ernest épouse une Américaine, Lucy Tracy Lee, le seul enfant de William Pray Lee et Lucy Eldredge Tracy quand il a 26 ans et elle 18 ans. Lucy est décédée le 9 mai 1891, six jours après la naissance de leur fils. Ils ont trois enfants[réf. nécessaire] :
- Lucy Katherine Beckett (née en 1884), qui épouse le comte Otto von Czernin, ministre austro-hongrois en Bulgarie, en 1903. Ils divorcent en 1920 et elle se remarie avec le capitaine Oliver Harry Frost, fils de Robert Frost, en 1926 (divorce en 1941).
- Helen Muriel Beckett (1886–1916)
- Ralph William Ernest Beckett (1891–1963).

On pense également que Beckett est le père de Violet Trefusis (1894–1972), dont la mère, Alice Keppel est une maîtresse du roi Édouard VII. Aujourd'hui, on se souvient surtout de Violet pour sa longue liaison avec la poète Vita Sackville-West, que les deux femmes ont poursuivie après leurs mariages respectifs.
Il a également un fils, Lancelot Ernest Cecil, né en 1895 avec José Brink Dale Lace, mariée au magnat des mines, John Dale Lace. En 1901, Ernest se fiance à Eve Fairfax, mais l'engagement est rompu quelques années plus tard. Pendant ce temps, il commande un buste d'Eve au sculpteur Auguste Rodin, qui est le premier de plusieurs Rodin réalisé en utilisant Eve comme modèle.
Lord Grimthorpe est décédé en avril 1917, à l'âge de 60 ans. Il est remplacé dans la baronnie par son fils, Ralph William Ernest Beckett. Le frère cadet de Lord Grimthorpe, Gervase Beckett (en), siège également en tant que député conservateur et est créé baronnet en 1921. Ses cendres sont enterrées dans les jardins de sa Villa Cimbrone.
Son fils unique est le père de Christopher Beckett (4e baron Grimthorpe) à la mort de Ralph en 1963. Un autre petit-fils, par sa fille Lucy, Manfred Beckett Czernin (en) (1913–1962) est un pilote de la Royal Air Force et un agent des opérations spéciales.